# Koj-Krylgan-Kala
Koj-Krylgan-Kala Hvárezm, Karakalpaksztán ősi történelmi helyszíneinek és a terület 9 erődjének (kalasának) egyike a mai Üzbegisztán területén.

## Fekvése
A Kizil-kum sivatag szélén, az Amu-darja jobb partján található.

## Leírása

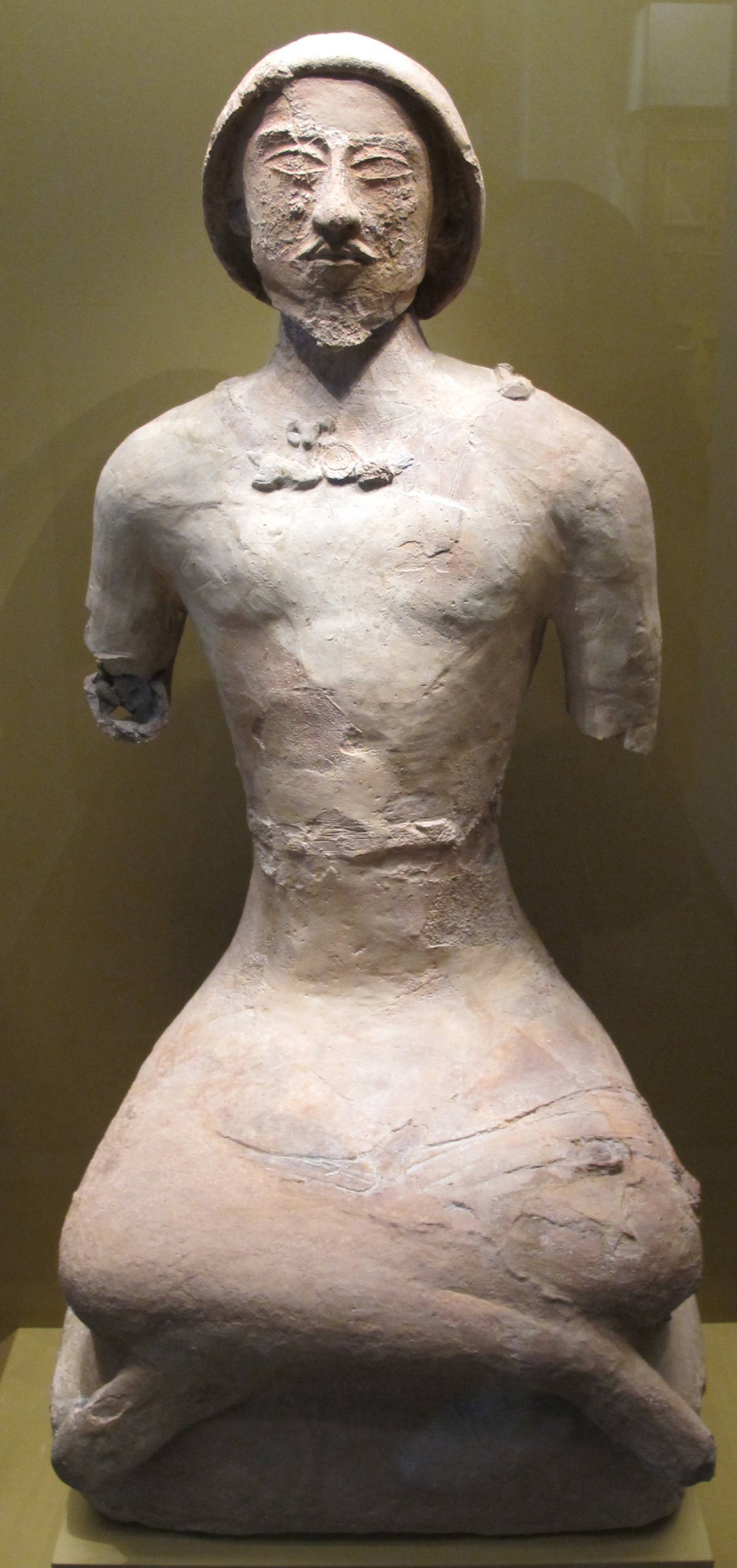
Osszárium Koj-Krylgan-Kalaból. Jelenleg az Ermitázsban található.

Koj-Krylgan-Kala a múltbeli Hvárezmi civilizáció egyik, talán legtitokzatosabb emléke, mely első látásra kívülről nem tűnik másnak, csupán poros sziklák sorának, amely kiemelkedik a kopár sztyepp-sivatagból. 
Koi-Krylgan-Kala a Kr. E. 4.-3. században épült, és mint a legtöbb hozzá hasonlóan megerősített város a történelem során folyamatosan nőtt és változott. 
Az itt végzett feltárások során felfedezték az épületkomplexum központját, amely egykor nemcsak szent kultuszként szolgált, hanem különböző khmermikus királyok sírjaként is, mivel a feltárási munkálatok során földalatti kamrákat is felfedeztek. 
Az épület elrendezése, a központban lévő tökéletesen összehangolt szobák, valamint a különféle más elrendezések miatt gyanítható, hogy ezt a szent helyet eredetileg csillagászati megfigyelésekhez használták.
A különleges erődkomplexum két közel koncentrikus körből állt, hasonlóan a dél Urál-hegységben felfedezett Arkaimhoz. 
A komplexum központja egy kerek, kétszintes, 44,4 méter átmérőjű épület volt, amely körül 14,4 méteres távolságra erődítményfalat húztak. A külső gyűrű falából ugyan mára nem sok maradt, de az épület a földszinten lévő fontos belső magig viszonylag kivehetően megmaradt.
A kör alakú agyagfal magot különféle szektorokra osztották. A belső tér két komplexumra volt osztva, mindegyik négy boltíves szobával. A boltíves mennyezet részben még mindig látható. A felső emeleten nyílt hely volt az égbolt megfigyelésére, az erődítmény külső gyűrűjének tornyai voltak, és az egész komplexumot hatalmas árok vette körül.